# Westindischer Dollar
Der Westindische Dollar (BWI$, englisch West Indies Dollar) war eine Währung, die 1935 eingeführt wurde.
Sie wurde ursprünglich von den verschiedenen britischen Überseegebieten und Kolonien in der Karibik verwendet. Später fungierte sie als offizielle Währung der Westindischen Föderation. 1964 stieg Trinidad und Tobago aus der Währungsunion aus, woraufhin der BWI$ 1965 durch den Ostkaribischen Dollar ersetzt wurde.
Mit der Einführung des West Indies Dollars versuchte das Vereinigte Königreich ein einheitliches System innerhalb seiner westindischen Überseegebiete zu schaffen. Die Geldpolitik der Währungsunion wurde vom British Caribbean Currency Board (BCCB) überwacht.
Der offizielle ISO-4217-Code lautete XBWD. Umgangssprachlich wurde die Währung auch „Beewee“ genannt.
Der BWI$ wurde zu einem Kurs von 1 Pfund Sterling = 4,80 BWI$ eingeführt, also 1 BWI$ = 4 Shillings, 2 Pence. Bis 1955 existierte er nur in Form von Banknoten. Aus diesem Grund waren gleichzeitig britische Münzen im Umlauf. Danach wurden Münzen mit Nennwerten von ½, 1, 2, 5, 10, 25 und 50 Cent ausgegeben. 